# Charles-Auguste de Suède
Pour les articles homonymes, voir Charles, prince de Suède.
Titres
Prince héritier de Suède
7 janvier – 28 mai 1810
(4 mois et 21 jours)
Gouverneur général de Norvège
25 juillet 1809 – 11 janvier 1810
(5 mois et 17 jours)
Charles-Auguste de Schleswig-Holstein-Sonderbourg-Augustenbourg, (en danois : Frédéric Christian Auguste de Schleswig-Holstein-Sonderbourg-Augustenbourg) né le 9 juillet 1768 au château d'Augustenborg (royaume du Danemark et de Norvège), mort le 28 mai 1810 près de Kvidinge en Suède, est un prince allemand, devenu général danois et choisi par le roi de Suède pour être son héritier.

## Biographie
Il est le troisième fils de Frédéric-Christian Ier de Schleswig-Holstein-Sonderbourg-Augustenbourg et de la princesse Charlotte Amélie Wilhelmine de Schleswig-Holstein-Sonderbourg-Plön, son frère aîné était Frédéric-Christian II de Schleswig-Holstein-Sonderbourg-Augustenbourg, tous deux ducs de Schleswig-Holstein-Sonderbourg-Augustenbourg.
Le 12 juin 1803, il est fait chevalier de l'ordre de l'Éléphant par le roi Christian VII.
Après une brillante carrière dans l'armée, il est nommé le 25 juin 1809 gouverneur général de Norvège, fonction qu'il exercera jusqu'au 11 janvier 1810.
Au début de l'été 1809, le roi de Danemark le soupçonne de prétendre à la Couronne de Suède, : le Danemark dépêche en juillet 1809 en Norvège son meilleur général, le prince Frédéric de Hesse, avec les fonctions de chef d’État-major pour le sud du pays. Christian-Auguste s'enfuit en Suède le 7 janvier 1810, lui abandonnant de fait les fonctions de gouverneur-général le 9 janvier. Le 28 décembre 1809, il est fait chevalier de l'ordre des Séraphins par le roi Charles XIII de Suède.
Le 7 janvier 1810, le roi de Suède Charles XIII le choisit comme prince héritier.
Il est la première personne à être nommé membre d'honneur de l'Académie royale des sciences de Suède le 18 avril 1810.
Sa mort accidentelle due à une chute de cheval un mois plus tard entraîne l'accession de Jean-Baptiste Bernadotte au trône de Suède.

## Lieu d’inhumation
Le prince Charles-Auguste  fut inhumé dans la crypte située sous la chapelle Gustave-Adolphe de l’église de Riddarholmen de Stockholm.

## Titres et honneurs

### Titulature
- 7 juillet 1768 — 7 janvier 1810 : Son Altesse sérénissime le prince Charles-Auguste de Schleswig-Holstein-Sonderbourg-Augustenbourg.
- 7 janvier 1810 — 28 mai 1810 : Son Altesse royale le prince héritier de Suède Charles-Auguste.

Armoiries de Charles-Auguste de Schleswig-Holstein-Sonderbourg-Augustenbourg de 1803 à 1810.

### Armes
Le prince Gustave fut fait chevalier de l’ordre des Séraphins et ses armoiries furent exposées dans l’église de Riddarholmen.